# Погрібний Микола Іванович
Мико́ла Іва́нович Погрібни́й (13 травня 1920 — 31 березня 1994) — український лексикограф, диктор Українського радіо. Заслужений працівник культури України.

## Загальні відомості
У роки війни воював у партизанському загоні.
У повоєнний час працював на радіо. Вніс вагомий внесок у розвиток дикторського мистецтва на Українському радіо.
Великою популярністю і повагою серед журналістів телебачення і радіо користувались його словник наголосів, книга про українську літературну вимову, озвучена автором. Його стандартів мови дотримувались популярні диктори: Олена Коваленко, Іван Рябоштан, Ольга Копотун, Світлана Горлова тощо. За словами професорки НАН Світлани Єрмоленко, на мові Погрібного «виховувалися актори наших театрів. Тепер це порушено, бо практика сучасних коментаторів часто несе в ефір усі регіональні особливості розмовної мови».

## Родинні зв'язки
Дядько українського літературознавця і письменника Анатолія Погрібного.

## Праці
- Микола Погрібний. Словник наголосів української літературної мови: близько 50 000 слів / за ред. І. О. Варченка. — К.: Рад. школа, 1959.
- Микола Погрібний. Словник наголосів української літературної мови: близько 52 000 слів. — Вид. 2-ге, випр. і доповн. — К.: Рад. школа, 1964.
- Микола Погрібний. Орфоепічний словник. 44 000 слів. — К.: Рад. школа,  — 1983.
- Микола Погрібний. Українська літературна вимова. — Дніпропетровськ: Трансформ, 1992.
- Микола Погрібний. Українська літературна вимова аудіокнига на платформі YouTube
- Микола Погрібний. Давній — давніший, могутній — могутніший